# 郭鍾秀
郭鍾秀，云南宁州人，清朝军事将领、武进士出身。
光绪六年（1880年），登庚辰科武进士，任花翎侍卫，后升任江苏都司。